# سد اگوئیرا
سد اگوئیرا (به پرتغالی: Barragem da Aguieira) یک سد قوسی، پل و نیروگاه برقابی در پرتغال است که در municipality Mortagua, Viseu District, Portugal واقع شده‌است.